# Martin Robbe

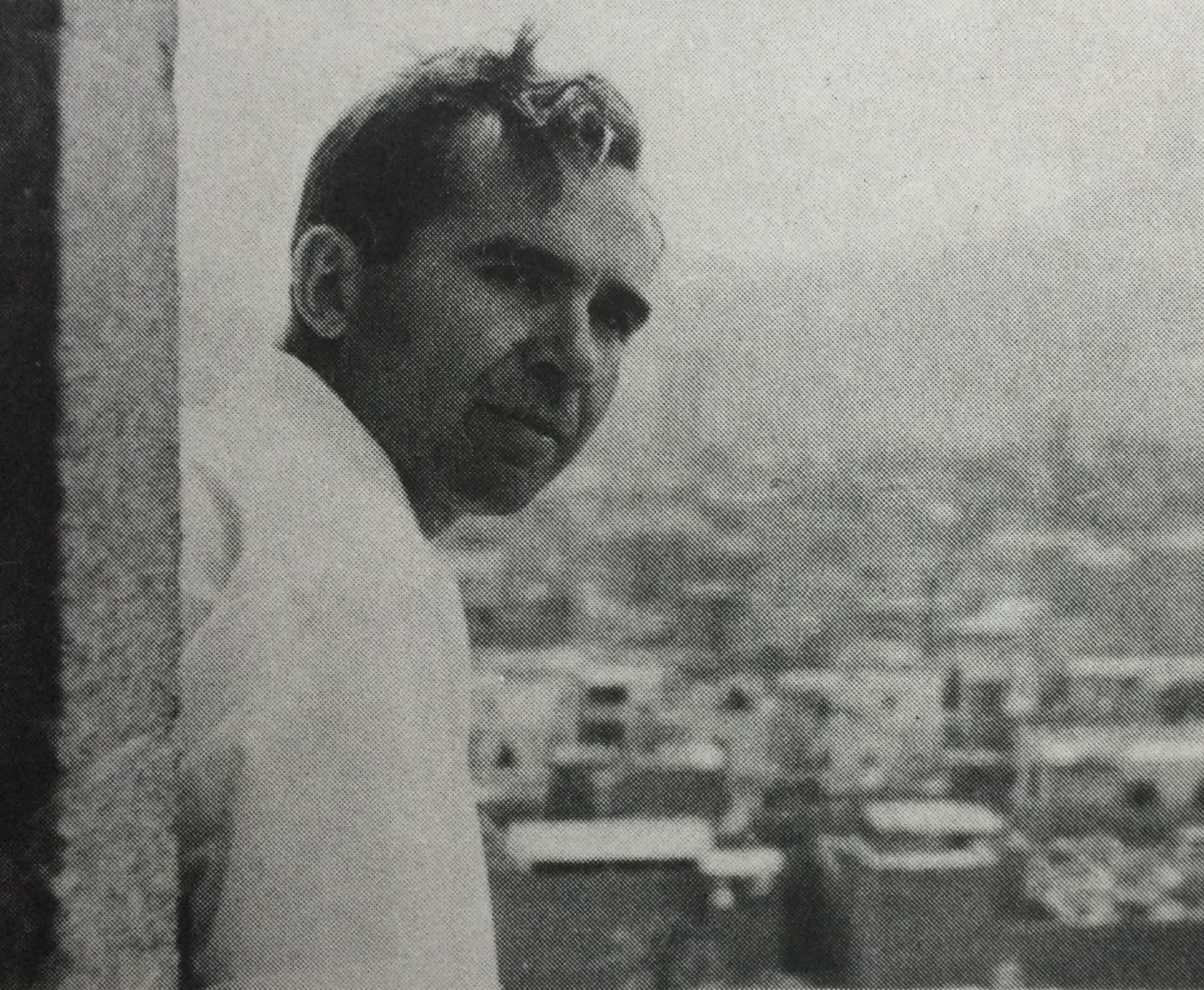
Martin Robbe

Martin Robbe, auch Robben (* 22. September 1932 in Auerbach bei Bensheim als Martin Kettler; † 23. Oktober 2013 in Berlin), war ein deutscher Historiker und Orientalist, spezialisiert auf Entwicklungsländer und insbesondere den Nahen Osten.

## Leben
Martin Robbe war der Sohn der Sprachwissenschaftlerin Gertrud Pätsch, geborene Kettler, mit der er 1948 aus Münster in die Sowjetische Besatzungszone (SBZ) übersiedelte. Er kam unehelich als Martin Kettler zur Welt, die Identität seines Vaters ist unbekannt. Laut einem Text von Matthias Ulrich war Ferdinand Hestermann sein Vater. Er wuchs bis 1940 bei Pflegeeltern in Frankfurt am Main und Gronau (Bad Vilbel) auf. 1939 wurde er durch die Eheschließung seiner Mutter mit dem Kaufmann Heinrich Robbe(n) legitimiert und erhielt den Namen Robbe(n). 1948 wurde Julius Pätsch sein Stiefvater. Karl Kettler, Direktor der Firma „Der Westfale“, Verlag und Druckerei, war sein Großvater.
Er besuchte unter anderem das Gymnasium Paulinum in Münster. 1940 wurde er für den Besuch einer Adolf-Hitler-Schule bestimmt, seine Mutter lehnte es ab. 1948 trat er als Schüler in Münster in die FDJ und in die KPD ein. 1950 legte er das Abitur an der Arbeiter-und-Bauern-Fakultät der Friedrich-Schiller-Universität in Jena ab. Er war dort für die SED Vorsitzender des Fakultätsrates.

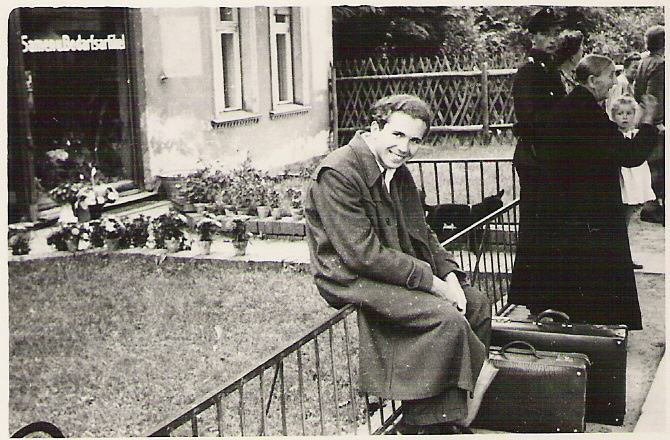
Robbe als Student

Ab 1950 studierte Robbe zunächst zwei Semester Geschichte an der Universität Jena und wechselte dann an die Humboldt-Universität zu Berlin, wo er mit dem Studium der Philosophie begann. Er hörte Vorlesungen und besuchte Seminare unter anderem bei Walter Hollitscher – bei dem er Hilfsassistent im Bereich der formalen Logik war –, Wolfgang Harich, Kurt Hager, Karl Schröter, Hermann Scheler, Robert Naumann und Wolfgang Heise. 1955 legte er das Staatsexamen ab.
Während des Studiums war er in Jena für die Agitprop-Arbeit innerhalb der SED-Universitätsparteiorganisation verantwortlich und leitete in Berlin die Propagandakommission der Universitätsparteileitung. Zudem wurde er als Lehrer für Philosophie und Politische Ökonomie an der Abend-Universität des Marxismus-Leninismus der SED-Bezirksleitung Groß-Berlin eingesetzt. 
Nach dem Diplom wollte Robbe Philosophie und Religionsgeschichte betreiben, musste aber ins Lehrfach für Grundlagen des Marxismus-Leninismus und wurde als Assistent an die Hochschule für Ökonomie Berlin geschickt. Dort hielt er Seminare und Vorlesungen über dialektischen und historischen Materialismus für Fernstudenten und arbeitete zum gleichen Themenkreis Studienanleitungen und Lehrbriefe aus. Daneben hielt er fakultative Vorlesungen für Studenten des Direktstudiums. Nach Konflikten wurde ihm die Ausübung der Lehrtätigkeit im Direktstudium, dann auch im Fernstudium, verboten, und er musste für ein Jahr in die Produktion (Produktionsbewährung), zuerst in die Stickstoffwerke Piesteritz und dann ins Stahl- und Walzwerk Hennigsdorf.
Danach wollte er zurück zur Philosophie und Wolfgang Heise war bereit, ihn als Aspiranten anzunehmen, jedoch gab die Hochschule für Ökonomie dazu nicht das nötige Einverständnis. „Man meinte, eine Aspirantur – eine Einrichtung, in der man nur seine Doktorarbeit schreiben musste und sonst nichts zu tun hatte – sei eine Auszeichnung, der ich nun doch nicht würdig sei“ (Martin Robbe). Heinrich Junker, ein Iranist und parteiloser Professor, der sich an solche Vorgaben der SED-Parteiorganisation der Hochschule nicht zu halten brauchte, nahm ihn zu sich. Robbe wandte sich den Themen Islam und Naher Osten zu. Zwischenzeitlich sollte er für ein Jahr in den Iran oder zur Aspirantur nach Moskau gehen, aber beides zerschlug sich. Er war von 1959 bis 1962 Aspirant an der Humboldt-Universität. Neben der Arbeit an seiner Dissertation über die Theorie der Religionsgeschichte, die von Heinrich Junker und Wolfgang Heise betreut wurde, beschäftigte er sich mit Problemen der Geschichte des Islam und des Christentums.
Von 1962 bis zu ihrer Auflösung im Jahr 1992 war Robbe wissenschaftlicher Mitarbeiter an der Deutschen Akademie der Wissenschaften, seit 1972 Akademie der Wissenschaften der DDR (AdW). 1963 promovierte er zum Dr. phil. 1968 absolvierte er ein Zusatzstudium (Fachrichtung Geschichte) an der Universität Kairo. Seit 1962 war er im Institut für Orientforschung, baute dort die Arbeitsgruppe „Naher Osten“ mit auf und war deren Leiter, bis das Institut nach der Akademiereform 1968/69 aufgelöst wurde, die Arbeitsgruppe zum Zentralinstitut für Geschichte ging und sich dort umformiert hat. 1970 wurde er Leiter der Abteilung Geschichte der Entwicklungsländer am Zentralinstitut für Geschichte. 1980 wurde er habilitiert und 1983 zum Professor ernannt. 1986 wurde er stellvertretender Direktor des Instituts für Allgemeine Geschichte der AdW und dort Leiter des Bereichs Orientforschung, nachdem die Schaffung eines eigenen Instituts für Entwicklungsländergeschichte nicht durchgesetzt werden konnte und die Abteilung des Zentralinstituts in diesem neugegründeten Institut aufgegangen war. Während der Wende im Jahr 1989 bemühte er sich erfolglos um die erneute Schaffung eines Akademie-Instituts für Orientalistik.
Robbes Arbeitsverhältnis an der Akademie endete gemäß Artikel 38 des Einigungsvertrages am 31. Dezember 1991.
Robbe war im Zentralen Rat für Asien,- Afrika,- und Lateinamerikawissenschaften (ZENTRAAL) Leiter der Arbeitsgruppe Ideologie (bestehend aus den Arbeitskreisen Philosophie, Islam, Katholizismus). Von 1978 bis 1990 war er Präsident des Freundschaftskomitees DDR-Arabische Republik Ägypten (Liga für Völkerfreundschaft). Er war Mitglied verschiedener wissenschaftlicher Gremien, zum Beispiel Mitglied des Präsidiums der Historiker-Gesellschaft der DDR und Mitglied des Redaktionskollegiums für das Jahrbuch für Geschichte.
Bis zur Einstellung ihres Erscheinens im Jahr 2002 war Robbe Mitherausgeber und Chefredakteur der Zeitschrift Asien Afrika Lateinamerika, die seit 1973 herausgegeben wurde. Davor war er bis 1972 Herausgeber der Mitteilungen des Instituts für Orientforschung (MIO).
Artikel von ihm erschienen unter anderem in Deutsche Außenpolitik, Einheit, Deutsche Zeitschrift für Philosophie, Horizont, Zeitschrift für Geschichtswissenschaft, Asien Afrika Lateinamerika, Berliner Debatte Initial, Marxistische Blätter, Inamo. Mehrere Titel von ihm sind in der broschierten Sachbuchreihe nl konkret erschienen.
Er war regelmäßig Gastdozent an der Parteihochschule „Karl Marx“ in Lehrgängen für Teilnehmer aus dem Ausland.
Robbe referierte auf zahlreichen nationalen und internationalen Veranstaltungen, als DDR-Wissenschaftler unter anderem auf Internationalen Historikerkongressen und Internationalen Orientalistenkongressen, und auch nach der Wiedervereinigung, wie 1991 in der „Herbstakademie“ des Bundes demokratischer Wissenschaftlerinnen und Wissenschaftler (BdWi) im Centro Interculturale Villa Palagione (Italien).
Er ist anonym auf dem Friedhof Berlin-Pankow III bestattet.

## Familie
Robbe war erst mit der Wirtschaftswissenschaftlerin Waltraud Falk, dann mit der Solotänzerin an der Staatsoper Berlin und Schauspielerin Ramona Gierth (* 1942) und zuletzt mit Marion Goldbeck (* 1955) verheiratet.
Mit Waltraud Falk hatte er eine Tochter – Petra Heinich (* 1953; † 2024), die als Wissenschaftlerin in verschiedenen Fachbereichen, wie der Mathematik, unter anderem in der sowjetischen „Wissenschaftsstadt“ Puschtschino, an der Akademie der Wissenschaften der DDR in Berlin und an der Bergischen Universität Wuppertal tätig war.

## Wissenschaftliche Arbeit

### Religionsgeschichte
Robbes wissenschaftliche Arbeit befasste sich zunächst mit Religionsgeschichte und Atheismusforschung. Sein Buch Der Ursprung des Christentums war die erste marxistische Darstellung der Entstehung des Christentums, die in der DDR erschienen ist. Mit diesem Buch würdigte er zugleich das Lebenswerk des französischen Religionswissenschaftlers und ehemaligen Priesters Prosper Alfaric, dessen Buch Die sozialen Ursprünge des Christentums von Robbe in Zusammenarbeit mit Gertrud Pätsch auf Deutsch herausgegeben worden ist. Daneben entstand eine Reihe von Aufsätzen, unter anderem zu ideologischen Aspekten der Auseinandersetzungen zwischen Christen und Marxisten. Später verlagerte sich sein Interesse auf Orientalistik und Entwicklungsländer. Das Thema Ideologie und Ideologiegeschichte beschäftigte ihn auch weiterhin.

### Naher Osten
Im Bereich der Geschichte der Entwicklungsländer beschäftigte sich Robbe mit der modernen Geschichte arabischer Länder, der Geschichte und Gegenwart des Nahostkonfliktes sowie mit Entwicklungen vor allem im modernen Islam. Außerdem wandte er sich übergreifenden Themen wie den Beziehungen zwischen Europa und dem Orient zu. Seine Kollegen Fritz Klein und Gerhard Höpp bescheinigen Robbe, dass er mit wachem Problembewusstsein, umfassenden Kenntnissen und Risikobereitschaft in Forschung, Publikation und Lehre eine von dialektischem Denken geprägte Sicht auf Abläufe und Zusammenhänge im Nahen und Mittleren Osten sowie in ihrer globalen Verflechtung entwickelt und verbreitet habe.

„In diesem Sinne unter seiner Leitung erarbeitete kollektive sowie individuelle Publikationen zum Nahostkonflikt, zur Ideologiegeschichte der Dritten Welt und zum Islam haben über den Augenblick hinaus Wert erlangt.“

Laut Höpp und Klein habe Robbe als Lehrender und Leiter einen starken und positiven Einfluss auf eine neue Generation von Nahostwissenschaftlern in der ehemaligen DDR ausgeübt, auch wenn es ihm als Mitglied zahlreicher wissenschaftsleitender und -koordinierender Gremien nicht gelungen sei, seine Problemsicht und -behandlung als methodisches Prinzip der Asien- und Afrikawissenschaften in der DDR durchzusetzen.
1982 ist beim Militärverlag der DDR Robbes Grundlagenwerk Scheidewege in Nahost: Der Nahostkonflikt in Vergangenheit und Gegenwart erschienen.

#### Islam
Robbe sei, Kai Hafez zufolge, der einzige Orientwissenschaftler gewesen, der zu Beginn der 1980er Jahre den Versuch unternommen habe, bestimmte islamische Traditionen mit dem Marxismus-Leninismus zu einem Entwicklungskonzept zu verbinden. Neben der Hoffnung auf eine neue Form der sozialen Revolution würden die außenpolitische Orientierung fundamentalistischer Bewegungen und die Chancen für eine Kooperation von sozialistischen und „islamischen“ Staaten als Beurteilungsdifferential gedient haben. Robbe betonte, dass Gesichtspunkte der Praxis bei der Untersuchung des Islam zu berücksichtigen seien. Aus seiner Sicht habe die Mobilisierungskraft islamischer Ideologien im Zuge der Reislamisierung bewiesen, dass die marxistisch-leninistische Annahme, der zufolge Religionen allein passivierend wirkten, zum Teil in Frage zu stellen sei. Robbe sei derjenige Orientwissenschaftler der DDR gewesen, der sich in grundsätzlicher Form mit dem Potential einer „Weltmacht Islam“ beschäftigt habe. Nach Hafez könne er als konzeptioneller Wegbereiter proislamischer Haltungen in der Orientwissenschaft der DDR betrachtet werden. Hafez vermutete, außenpolitische Erwägungen würden für Robbes Arbeit über den politischen Islam eine Rolle gespielt haben, was dieser jedoch bestritt.
1988 ist die unter seiner Leitung von einem Autorenkollektiv verfasste, umfangreiche Monographie Welt des Islam. Geschichte und Alltag einer Religion in Ost-Berlin und in Köln erschienen.

### Entwicklungsländer
Laut Hafez habe Robbe seit den 1980er Jahren einer allgemeinen theoretischen Stagnation in der Entwicklungsdebatte in der DDR entgegengewirkt. Dabei habe er „nichtproletarischen Ideologien“ einen ungewöhnlich hohen Stellenwert beigemessen. Robbe habe sich gegen eine Dichotomisierung der Welt in Arm-Reich-, Nord-Süd- oder Zentrum-Peripherie-Gegensätze gewandt, die sowohl in den Konzepten der westlichen Industriegesellschafts- und Modernisierungslehren als auch bei sozialistisch orientierten Dritte-Welt-Theoretikern oder Vertretern des dependencia-Ansatzes vorgeherrscht haben. Diese würden, nach Robbe, den kolonialen und „neokolonialen“ Ursprung der Unterentwicklung verbergen und den „antiimperialistischen Kampf“ verhindern, da sie die Staaten des „sozialistischen Weltsystems“ als reiche Länder mit den westlichen Industriestaaten auf eine Ebene stellen und sie so von den Entwicklungsländern isolieren. Westliche Versuche der „ideologischen Diversion“ und Bemühungen außereuropäischer Eliten um eine unabhängige Standort- und Strategiebestimmung würden sich zu einem Theoriekonvolut ergänzen, in dem der Hauptwiderspruch zwischen Imperialismus und Sozialismus/nationaler Befreiungsbewegung verdrängt und symptomatische Nebenwidersprüche (Armut/Reichtum, Industrie-/Agrargesellschaft usw.) zum Ausgangspunkt neuer Ideologien gemacht worden seien.

#### Modernisierungstheorie der 1950er und 1960er Jahre
Den größten Gegensatz zum „nichtkapitalistischen Entwicklungsweg“ bildete für Robbe die in den 1950er und 1960er Jahren vorherrschende, die westliche Entwicklungspolitik begleitende Modernisierungstheorie, da sie anders als die marxistisch-leninistische Theorie oder die Dependenztheorie für die allseits konstatierte Unterentwicklung nicht die Wirkung externer Faktoren (koloniales Erbe, „neokoloniale“ Arbeitsteilung), sondern allein innergesellschaftliche, traditionelle Entwicklungsbarrieren verantwortlich mache.
Die Stufentheorie von Walt Whitman Rostow bezeichnete Robbe als „naiven Optimismus“, da sie allein quantitative Maßstäbe des absoluten Wirtschaftswachstums (Bruttosozialprodukt) zugrunde lege. Der soziale Ausgleich bliebe auf den Automatismus des trickle-down, des Durchsickerns von Kapitalprofiten in untere Schichten der Bevölkerung, beschränkt („Wirtschaftswachstum ohne Entwicklung“). Die wachsende soziale Kluft und die Verschlechterung der Lebensbedingungen in den 1970er Jahren („Weniger Milch, mehr Whisky“) wurden als Beleg für das Scheitern der Modernisierungstheorie gewertet.

#### Grundbedürfnisstrategie der 1970er Jahre
Die in den 1970er Jahren von der Weltbank adaptierte Grundbedürfnisstrategie verstand Robbe als Ergänzung des Modernisierungstheorems mittels einer „Art moderner, weltweiter Armenpflege“, da sie „sozialen Explosivstoff“ zu reduzieren trachte, um spontanen kapitalistischen Entwicklungen Vorschub zu leisten. Sie sei der Einsicht entsprungen, dass sich „der gesellschaftliche Fortschritt auf Dauer nicht allein mit Gewalt“ aufhalten ließe, wie dies mit der Aggression Israels 1967 und beim Sturz der Regierung Allende 1973 versucht worden sei. Dudley Seers, Victor Umbricht, John McHale, Magda Cordell McHale, Louis Emmerij, die Dag Hammarsköld Foundation und der Club of Rome wurden als geistige Urheber von Konzeptionen eines „qualitativen Wachstums“ bezeichnet, die jedoch in einem „system- und strukturlosen Raum“ operierten, da sie nicht auf grundlegende politische Veränderungen abzielten.

#### „Linksradikalismus“
Mit besonderem Nachdruck hat Robbe im Übergang zu den 1980er Jahren „nichtproletarische Sozialismuskonzeptionen“ ideologiekritisch besprochen. Nach der Erringung der Eigenstaatlichkeit erstrebten ehemalige „kolonial oder halbkolonial versklavte Völker“ eine gleichmäßige Distanz (Blockfreiheit) von Ost und West zur Schaffung eigener Werte und zur Beendigung der Unterentwicklung.
Neben „reformistischen“ (Bourguibismus, Sadatismus usw.) und „utopischen“ (Nasserismus, Baathismus usw.) Sozialismuskonzeptionen, die im Bereich der arabisch-sozialistischen Ideologien vorherrschten, oder dem Islamischen Sozialismus, der von Robbe in dessen 1977 erschienenem Werk Dritte Welt: Asyl der Armen? in die Nähe des Faschismus gerückt wurde, konzentrierte sich Robbe vor allem auf die Konzeptionen Frantz Fanons, André Gunder Franks und Samir Amins.
Diese stark von westlichen Denkschulen Jean Paul Sartres, Antonio Gramscis und anderen beeinflussten Marxisten und Dependenztheoretiker würden anders als „reformistische“ und „utopische“ Sozialismuskonzepte zwar sowohl in der „neokolonialen“ Ursachenanalyse als auch in der virtuell sozialistischen Zielorientierung mit den Marxisten-Leninisten weitgehend übereinstimmen, aus dem Fehlen eines revolutionären Potentials der industriellen Arbeiterschaft jedoch die Notwendigkeit ableiten, „volksdemokratische“ Revolutionen spontan und ohne eine langfristige politische Organisation der Arbeiterschaft durchzuführen.
In Fanons, während der algerischen Befreiungskriege 1961 erschienenem Werk Die Verdammten dieser Welt, dominiere, Robbe zufolge, neben dem ungebrochenen Verhältnis zur Gewalt vor allem ein zweiter Charakterzug, den er als „Bauernmessianismus“ bezeichnet.
Nach Robbe habe der Einfluss des Fanonschen Denkens auf die Entstehung indigener Sozialismuskonzeptionen in Afrika und im arabischen Raum (PLO, Samir Amin usw.) nicht zuletzt auf der Benennung der Bauernschaft als tragender revolutionärer Kraft beruht.
Indem die „linksradikalen“ Theoretiker die pauperisierten „Volksmassen“ der „Dritten Welt“ zu einer von kapitalistischen und sozialistischen Staaten unabhängigen Entwicklung aufforderten, haben sie Bündnis- und Entwicklungstheoreme geschaffen, die von einem Nord-Süd-Konflikt statt – wie es im Sinne Robbes gewesen wäre – einer Solidargemeinschaft mit den sozialistischen Staaten ausgingen. Durch die Annahme eines revolutionären Paupers und einer unabhängig existierenden „Dritten Welt“ haben sie die Klassengesellschaft letztlich nicht revolutionieren können, was sie mit allen anderen „nichtproletarischen Ideologien“, der „probürgerlichen“ Modernisierungstheorie wie den „reformistischen“ und „utopischen“ Sozialismuskonzeptionen, gemeinsam hatten.

### Israel und die arabische Befreiungsbewegung
Robbe – exemplarisch für die DDR-Orientwissenschaft – betrachtet die Konfrontation zwischen den „imperialistischen“ Interessen im Vorderen Orient und der „nationalen arabischen Befreiungsbewegung“ als konstitutiv für den Ausbruch und die Entwicklung des arabisch-israelischen Konflikts:

„Die Verantwortung dafür trugen imperialistische Kräfte – insbesondere Großbritannien –, die politischen Zionisten sowie Kräfte der arabischen Reaktion.“

Um 1900 habe sich innerhalb der jüdischen Diaspora Europas der politische Zionismus herausgebildet. Er sei als nationalistische Reaktion auf die Verfolgung von Juden durch reaktionäre Regierungen und Gruppen entstanden. Statt gemeinsam mit allen Ausgebeuteten und Unterdrückten ihrer Länder für die allgemeine politische und soziale Emanzipation zu kämpfen, haben seine Anhänger in der Politisierung messianisch-eschatologischer Motive des Mittelalters einen besonderen Ausweg in der Auswanderung und in der Gründung einer „nationalen Heimstätte“ in Palästina gesucht. Die Bewegung sei notwendig in den Machtkampf imperialistischer Mächte geraten. Palästina war kein unbewohntes Land, dort wohnten hauptsächlich Araber, die nach dem Zerfall des Osmanischen Reiches, zu dem sie Jahrhunderte gehört hatten, unter die Herrschaft Frankreichs und Englands gerieten. Der Zionismus habe mit Hilfe der britischen Kolonialherrschaft seine Ziele durchsetzen wollen. Großbritannien seinerseits habe in der Förderung des Zionismus und damit letztlich in der Schaffung eines von ihm abhängigen jüdischen Gemeinwesens in Palästina einen Weg gesehen, seine Position im Nahen Osten zu festigen, umso mehr, als es seine Kolonialinteressen, darunter die Beherrschung des Suezkanals, durch die wachsende arabische Nationalbewegung bedroht gesehen habe.
Der 1948 gegründete Staat Israel sei ein Stützpunkt des Imperialismus gegen die arabische Befreiungsbewegung geworden. Seine im Juni 1967 durchgeführte Aggression gegen die SAR, die VAR und Jordanien habe eine internationale Krise heraufbeschworen. Und obwohl der Imperialismus das Ziel dieser Aggression, den Sturz der Regierungen und die Unterdrückung der arabischen Befreiungsbewegung, nicht erreicht habe, würden die herrschenden Kreise Israels ihre aggressive Politik fortsetzen, indem sie sich weigern, die besetzten Gebiete zurückzugeben, und immer neue militärische Provokationen verüben. Laut Robbe würden sie hoffen, die arabische Bevölkerung demoralisieren und auf diese Weise ihre Kriegsziele noch nachträglich realisieren zu können.
Die Mystifizierung gesellschaftlicher Zusammenhänge, die mit dem Zionismus begann, habe sich im Staat Israel fortgesetzt. Er sei in seiner eigenen und der ihn unterstützenden Propaganda selbst zu einem Mythos geworden. Er verstehe sich als Erbe des alten Israel und seiner religiösen Traditionen und Verheißungen. Und er wolle Zufluchts- und Heimstätte sein für Juden, die in anderen Ländern verfolgt wurden oder werden. Beides solle, so Robbe, seine Politik den sonst üblichen Maßstäben einer Bewertung entziehen. Dabei würden vom deutschen Faschismus verfolgte Juden, die in Israel Zuflucht gefunden haben, im Interesse der israelischen Großbourgeoisie und ihrer imperialistischen Verbündeten ideologisch missbraucht. „Die imperialistische Propaganda nutzt sogar die Leiden dieser Menschen, um neue Verbrechen, die ebenfalls Leiden über Unschuldige bringen, zu verteidigen“ (Martin Robbe).

## Terrorismus-Kontroverse
Es erschienen auch Texte von Robbe über die 68er-Bewegung. Eine Kontroverse über die Person Martin Robbes gab es, als das Institut für Ostwissenschaftliche Studien in Köln 1990 auf dessen Schriften zum Terrorismus zu sprechen kam. Demnach haben  Markus Wolf und das Ministerium für Staatssicherheit den Terror der Rote Armee Fraktion von der DDR aus unterstützt und Martin Robbe habe ihnen theoretisch zugearbeitet. Der Politik- und Medienwissenschaftler Kai Hafez kommentierte diesen Vorwurf mit den Worten, er habe einige dieser Schriften gelesen und nicht in irgendeiner Weise anstößig gefunden. Robbe selbst sagte dazu, ein Kollege aus Westdeutschland habe ihn aufgeklärt, dass die Frage nach sozialen Wurzeln des Terrors in der Öffentlichkeit tabu sei.

## DDR-Ende
Mitte der 1980er Jahre wurde an der Akademie der Wissenschaften das Institut für Allgemeine Geschichte gegründet, und Robbe wurde sein stellvertretender Direktor. Unter anderem leitete er dort die Herausgabe der dritten Auflage der Weltgeschichte in Daten und war zusammen mit dem Direktor des Instituts, Karl Drechsler, mit einem Projekt unter der Bezeichnung Weltgeschichte im 20. Jahrhundert beschäftigt. Diese und weitere Projekte kamen aber nicht mehr zustande.
Nach dem Ende der DDR äußerte sich Robbe selbstkritisch über die Lage als DDR-Wissenschaftler, betonte dabei aber die Chancen, die es für die DDR-Wissenschaft gegeben habe. In einem Interview mit Kai Hafez, das im Rahmen einer wissenschaftlichen Arbeit über die Orientwissenschaften in der DDR geführt worden ist, schilderte Robbe den Auflösungsprozess während der letzten Jahre der DDR, als die Perestroika kam und das DDR-Ende sich ankündigte:

„Aber all diese Dinge litten daran, daß sich abzeichnete, daß die Geschichte nicht, wie wir dachten, nach traditionell marxistischen Vorstellungen funktionierte. Daß der Sozialismus krachen geht, daran hätten wir nicht im entferntesten gedacht. Wir haben das weggeschoben. Man könnte es etwas hochgestochen fast mit dem Urchristentum vergleichen, wo ja auch die ersten Christen glaubten, dass Jesus Christus zu ihren Lebzeiten noch wiederkehren würde: Paulus sagte, "Einige von Euch werden den Tod nicht schmecken, bis dass..." und so weiter. Als die Christen merkten, dass die Parusie – die Wiederkunft – nicht stattfand, verschoben sie sie, und es entstand das theologische Problem der Parusieverschiebung. Man war gezwungen, immer länger zu warten. Bei uns war das ähnlich gelagert: Man erkannte, dass es nicht funktionierte, hoffte jedoch, dass es irgendwie laufen würde, ohne sich genauer Gedanken darüber zu machen. Man wartete quasi auf ein Wunder. Jedenfalls gingen diese Projekte nicht auf, wie auch ein anderes Arbeitsvorhaben über Brennpunkte der Weltgeschichte, das Fritz Klein leitete. Es wurde schon über zehn Jahre betrieben, war im Grunde publikationsreif, und die ersten beiden Bände lagen schon im Verlag, als die Perestroika kam und man zum Schluss entschied, die ganze Sache den Bach runtergehen zu lassen. Für die Weltgeschichte in Daten lagen schon zahlreiche Manuskripte zur Urgesellschaft und zum Feudalismus vor, aber es wurde nichts mehr, und die Weltgeschichte des 20 Jahrhunderts blieb auch auf der Strecke.“

Auch in einem Artikel in der Zeitschrift hochschule ost aus dem Jahr 1993 über die Entwicklungsländerforschung in der DDR, an deren Konzipierung er maßgeblich mitgewirkt hatte, schlug Robbe selbstkritische Töne an, wenn er rückblickend resümierte:

„Die DDR und die Entwicklungsländer wiesen eine gewisse Affinität zueinander auf: Beide waren nach dem Zweiten Weltkrieg „Newcomer“. Die DDR ging neben der BRD aus der Zerschlagung des Deutschen Reiches hervor. Die Entwicklungsländer verkörperten mit ihrer staatlichen Souveränität Erfolg im antikolonialen Ringen; zugleich waren sie, als Erbe des Kolonialismus, mit Unterentwicklung belastet. Entwicklungsländerforschung in der DDR bedeutete so: Wissenschaftler in einem neuen Staat wandten sich einem neuen Phänomen zu. Das barg die Chance in sich, Neuland zu erkunden. Und das Risiko, eigene Erwartungen an die Zukunft in den Forschungsgegenstand hineinzuprojizieren. Beides lag, wie sıch zeigen sollte, dicht beieinander.“

Die Forschungseinrichtungen der Akademie der Wissenschaften wurden nach der Wiedervereinigung aufgelöst. Konzepte für eine Neustrukturierung, die nach der Wende durch Wissenschaftler der ehemaligen DDR erarbeitet worden sind, seien dabei nicht beachtet worden. „Es waren Gremien, in denen Wissenschaftler aus den alten Bundesländern das Sagen hatten, die das wissenschaftliche Potential der Ex-DDR evaluierten und entschieden, was mit ihm zu geschehen habe. Die Betroffenen wurden kaum in die Entscheidungsfindung einbezogen, so dass auch ihre konzeptionellen Vorstellungen weithin unbeachtet blieben.“ (Martin Robbe).

## Auszeichnungen
- 1967 Medaille für ausgezeichnete Leistungen
- 1976 Verdienstmedaille der DDR
- 1977 Verdienter Aktivist
- 1987 Vaterländischer Verdienstorden in Bronze

## Veröffentlichungen
- Dialektischer und Historischer Materialismus: Grundausbildung, 1. Studienjahr; Lehrbriefe (Themen I-IV). Hochschule für Ökonomie Berlin. Institut für Grundlagen des Marxismus-Leninismus, Berlin, Dt. Verl. d. Wiss., 1957, 1958. DNB 560713673.
- Mythos, Religion und Gesellschaft: Eine Kritik der Remythisierung der bürgerlichen Religionswissenschaft und -theorie in der Epoche des Untergangs des Kapitalismus und des Aufstiegs des Sozialismus. Dissertation, HU Berlin, 1963.
- Martin Robbe (Hrsg.) & Gertrud Pätsch (Hrsg.): Prosper Alfaric: Die sozialen Ursprünge des Christentums. Progress-Verlag Johann Fladung, Darmstadt 1963 / Deutscher Verlag der Wissenschaften, Berlin 1963, (Buchübersetzung aus dem Französischen, im Orig.: Origines sociales du christianisme).
- Marxismus und Religionsforschung. In: Internationales Jahrbuch für Religionssoziologie, Bd. 2 (1966), S. 157–184.
- Der Ursprung des Christentums. Urania, Leipzig/Jena/Berlin 1967.
- Revolutionen und Revolutionäre heute. nl konkret 5, Verlag Neues Leben, Berlin 1972 / 2. Auflage auch Weltkreis, Dortmund 1975. ISBN 3-88142-153-X.
- Grundfragen des ideologischen Klassenkampfes. In: Lothar Rathmann: Grundfragen des antiimperialistischen Kampfes der Völker Asiens, Afrikas und Lateinamerikas in der Gegenwart (Kapitel II, Abschnitt 5.). Studien über Asien, Afrika und Lateinamerika 10. Akademie-Verlag, Berlin 1974.
- Dritte Welt, Asyl der Armen? Bemerkungen zum Verständnis und Selbstverständnis der nationalen Befreiungsbewegung. Union, Berlin 1977.
- Kein Friede in Nahost? Die Araber, ihr Befreiungskampf und Israel. nl konkret 33, Verlag Neues Leben, Berlin 1978.
- Der Nahostkonflikt: Ursprung, Wesen, Entwicklung und Lösungsmöglichkeiten. Eine historisch-analytische Studie. Dissertation B, Akademie der Wissenschaften der DDR, Berlin 1980. DNB 213253216.
- Islam: Religion, Gesellschaft, Staat. Dietz, Berlin 1981 / Das Europäische Buch, Westberlin 1981. ISBN 3-88436-124-4.
- Verlockung der Gewalt: Linksradikalismus, Anarchismus, Terrorismus. nl konkret 49, Verlag Neues Leben, Berlin 1981.
- Die Palästinenser: Ihr Kampf um nationale Identität und um Eigenstaatlichkeit. Dietz, Berlin 1982.
- Scheidewege in Nahost: Der Nahostkonflikt in Vergangenheit und Gegenwart. Militärverlag der Deutschen Demokratischen Republik, Berlin 1982. DNB 830206280.
- Martin Robbe (Hrsg.) & Holger Preißler (Hrsg.): Islamic Studies in the German Democratic Republic. Traditions – Positions – Findings. Akademie-Verlag, Berlin 1982.
- Martin Robbe & Gerhard Höpp: Geistige Auseinandersetzungen in Asien und Afrika: Nichtproletarische Ideologie im Kampf für nationale und soziale Befreiung. Dietz, Berlin 1983.
- Die Stummen in der Welt haben das Wort: Entwicklungsländer – Bilanz und Perspektive. nl konkret 61, Verlag Neues Leben, Berlin 1984.
- Der Mann, der Sadat erschoß: Revolution und Konterrevolution in Ägypten. nl konkret 74, Verlag Neues Leben, Berlin 1986. ISBN 3-355-00013-2.
- Terror: Hintergründe, Täter, Opfer. Dietz, Berlin 1987. ISBN 3-320-00983-4.
- (Hrsg.) Welt des Islam. Geschichte und Alltag einer Religion. Urania, Leipzig/Jena/Berlin 1988 / Verlag Pahl-Rugenstein, Köln 1988. ISBN 3-7609-1186-2.
- Die Palästinafrage nach dem zweiten Weltkrieg. Akteure, Interessen, Regelungsansätze und Versäumnisse. In: Jahrbuch für Geschichte 36/1988, S. 267–302.
- Dschihad – heiliger Krieg: Der Islam in Konfliktsituationen der Gegenwart. Militärverlag der Deutschen Demokratischen Republik, Berlin 1989. ISBN 3-327-00678-4.
- Martin Robbe (Hrsg.) & Jürgen Hösel (Hrsg.): Egypt: The Revolution of July 1952 and Gamal Abdel Nasser. Akademie-Verlag, 1989.
- Autorenkollektiv unter der Leitung von Martin Robbe: Wege zur Unabhängigkeit: die antikoloniale Revolution in Asien und Afrika und die Zukunft der Entwicklungsländer. Deutscher Verlag d. Wissenschaften, 1989.
- (Hrsg.) Palästina, Sehnsucht und Machtpolitik: Geschichte, Strukturen und Perspektiven eines Konfliktes. Edition Neue Wege, 1990. ISBN 3-88348-210-2.
- Martin Robbe (Hrsg.) & Dieter Senghaas (Hrsg.): Die Welt nach dem Ost-West-Konflikt. Geschichte und Prognosen. Akademie-Verlag, Berlin 1990. ISBN 3-05-001139-4.
- Tradition, der „Westen“ und die Eine Welt. In: Vierteljahresberichte der Friedrich-Ebert-Stiftung. Dietz, Bonn 123/1991, Seite 51–57.
- (Zeitschriftenartikel) Verlorene Illusionen? Entwicklungsländerforschung in der DDR. In: hochschule ost, Nr. 5, 1993, S. 14–24. Digitalisat.
- Die Palästinenser: Kapitulation oder Eigenstaatlichkeit? Zur Geschichte und Problematik eines Konflikts (= Marxistische Blätter, Flugschriften. 08). Neue Impulse Verlag, Essen 2001. Digitalisat.

Beiträge in: Deutsche Zeitschrift für Philosophie (Auswahl)
- Zum Problem der Sprachphilosophie bei Thomas Hobbes. 8/1960, S. 433–450.
- Eine theologische Mystifizierung des Imperialismus. Kritische Bemerkungen zum Versuch einer „Entmythologisierung des Neuen Testaments“. 7/1960.
- Philosophische Probleme der Religionswissenschaft. 11/1963.
- Christentum und Christen im Spätkapitalismus. 18 (1970), S. 1059–1077.
- „Summa“ bürgerlicher Ideologie. 11/1975, S. 1483–1490.
- Gesellschaftlicher Fortschritt und nichtproletarische Sozialismuskonzeptionen in Entwicklungsländern. 9/1976, S. 1094–1107.
- Entwicklungsländer: Frieden, Unabhängigkeit, Fortschritt. 32 (1984), S. 465–472.